# ユーロコプター X3
ユーロコプター X3
ユーロコプター X3
- 用途：実験複合ヘリコプター
- 製造者：エアバス・ヘリコプターズ
- 初飛行：2010年9月6日
- 生産数：1機
- 運用状況：開発中

ユーロコプター X3（Eurocopter X3：X-Cubed、えっくすきゅーぶど , " Eurocopter X³ " と表記される）は、エアバス・ヘリコプターズ社が開発中の実験複合ヘリコプターである。本機は220ノット (250 mph; 410 km/h)以上の速度での飛行を目指している。

## 開発

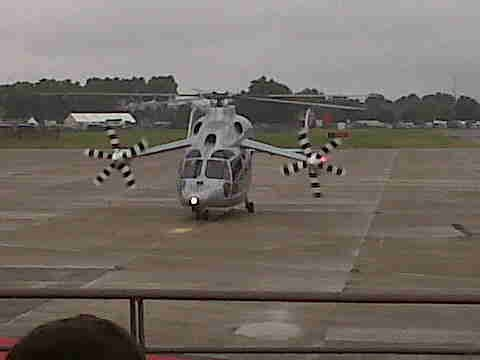
駐機中

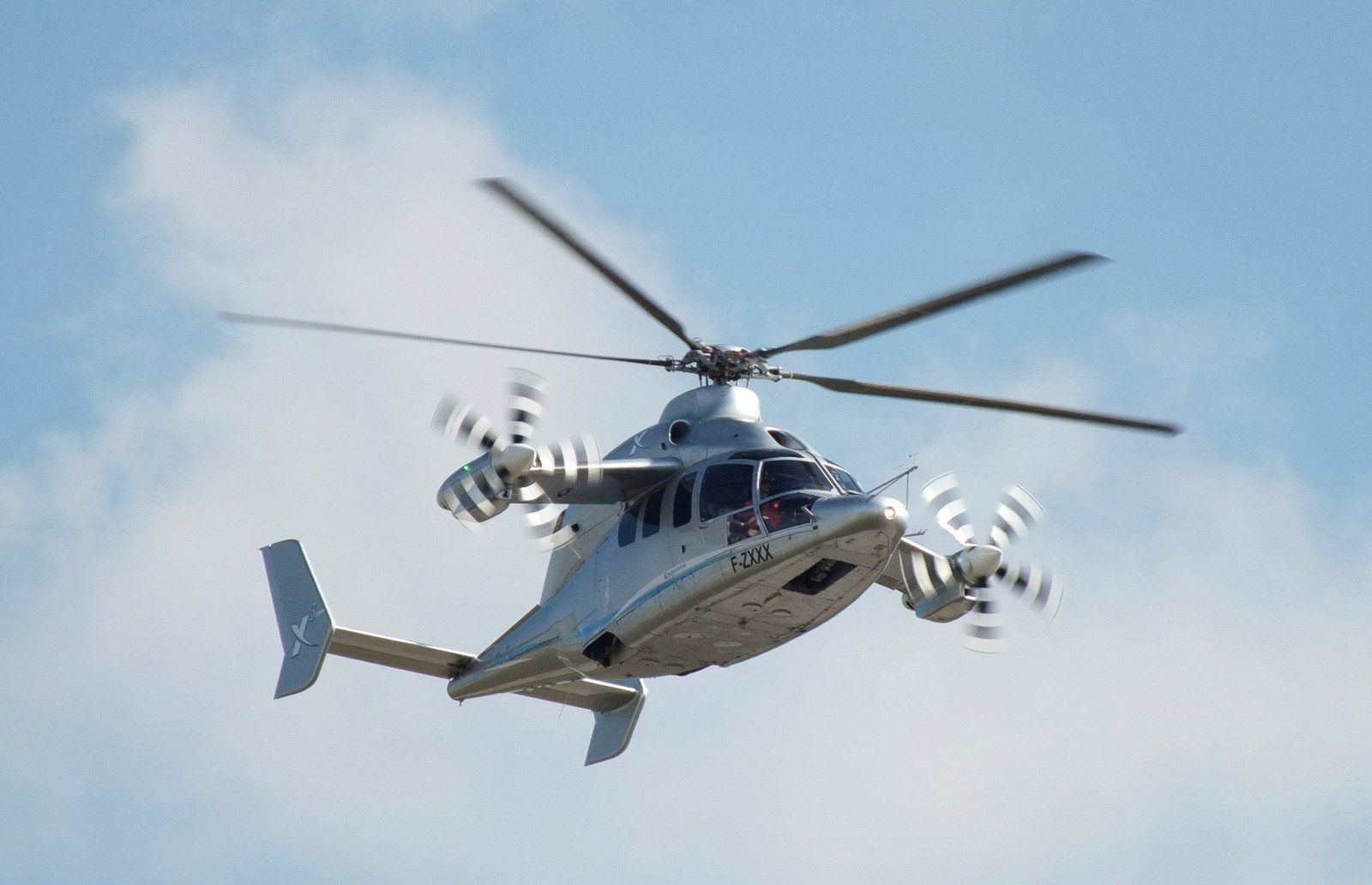
前方から見た飛行中の様子。小翼の牽引式プロペラが回転している様子が確認できる。

X3実証機はユーロコプター EC 155に牽引式プロペラを備えた小翼を取り付けたものを基にしている。牽引式プロペラは2基の主ターボシャフトエンジンで駆動され、このエンジンは同時に5枚ブレードのメインローターも駆動している。本機は、小翼が揚力の一部を負担することでメインローターの負荷を下げて回転数を抑え、これによって前進側ブレードの抗力低減と後退側ブレードの失速防止を実現する、という概念を実証するための高速ヘリコプター試験機である。飛行速度（前進速度）が増大するにつれて小翼の発生する揚力も増大し、メインローターの回転数は最小で15%にまで減少する。
X3は2010年9月6日にイストルル・テュベ空軍基地にある装備総代表部（Délégation Générale de l'Armement）の施設で初飛行を行い、2011年5月12日に数分間430 km/h (267 mph)の速度で飛行を記録した。

## アメリカ陸軍への提案と辞退
- アメリカ合衆国のアメリカ陸軍の軍用ヘリコプターの数種類の系列を完全に新規開発する計画である「統合多用途・将来型垂直離着陸機計画」（Joint Multi-Role / Future Vertical Lift , 略語：JMR / FVL）に対して、エアバス・グループ（EADS）は、ユーロコプター X3 （ ユーロコプター社の実験複合ヘリコプター　）に基づいていると予想される 統合多用途ヘリコプター ( JMR ) の第一段階 ( Phase I ) の技術概念実証 ( デモンストレーション ) の提案書を提出する予定だったが、ユーロコプター X3 の知的財産権を米国に移転しなければならない可能性があるため、2013年 5月下旬に辞退し、軽武装・偵察ヘリコプター ( Armed Aerial Scout , AAS) 計画の入札に焦点を当てる（ 後にこちらも入札を取り消される ）。[7][8][9][10]

- 同社はまた、高速回転翼航空機の開発費用は、授与された 7,500万米ドル の資金調達額をはるかに上回っているとも述べている。[11]ユーロコプター社の提案は、X3デザインに完全に基づいたものではなく、その技術の側面を活用したものだった。　なお、ユーロコプター社は、米陸軍が特定の要件を作成したときにFVLの提案書を提出することが可能であるに過ぎないもので、この点でも競争に関してアメリカ合衆国固有の企業に対して明らかに不利であった。

## 要目
Data from FlightGlobal 注：その他の要目はユーロコプター社から発表されていない
- 定員：乗員2 名
- 全長：
- 全高：
- 主ローター直径：
- 主ローター旋回面積：
- 空虚重量：
- 最大離陸重量：
- エンジン：2 × ロールス・ロイス/チュルボメカ RTM322 ターボシャフト エンジン、2,270 shp (1,693 kW)
- 巡航速度：407 km/h=M0.33 (220< knots [2])
- 巡航高度：3,810 m  (12,500 ft [2])
- 上昇率：